# Günter von Drenkmann
George Richard Ernst Günter von Drenkmann (Berlijn, 9 november 1910 - aldaar, 10 november 1974) was een Duitse jurist en president van het Berlijnse gerechtshof (Kammergericht).
Drenkmann stamt uit een bekende Duitse juristenfamilie. Zowel zijn vader als grootvader (beiden Edwin genaamd) waren aan het gerechtshof verbonden.
Günter von Drenkmann speelde een grote rol in de Wiedergutmachungs-processen na 1945. Hij werd gezien als een liberale rechter.
Op 10 november 1974 wordt Drenkmann in zijn huis in Berlijn vermoord door leden van de 2 Juni-Beweging, een anarchistische 'rivaal' van de Rote Armee Fraktion (RAF).
Een groep extremisten doet alsof ze hem bloemen aanbiedt ter gelegenheid van zijn 64ste verjaardag (de dag tevoren). Hun doel is echter hem te ontvoeren. Dit mislukt en de rechter wordt neergeschoten. Drenkmann overlijdt later op de dag aan zijn verwondingen en is daarmee een slachtoffer van de stadsguerrilla. 
Belangrijkste aanleiding voor de aanslag is het overlijden van de politieke gevangene Holger Meins, de dag daarvoor. Ondanks dat Meins dwangvoeding kreeg, was hij toch verhongerd in de gevangenis en de 2 Juni-Beweging wilde op zijn dood reageren door een hoogwaardigheidsbekleder aan te vallen. Toch waren er ook nog andere motieven. Drenkmann was een van de hoogst verantwoordelijke West-Duitse rechters. Hij stond slecht bekend in Berlijn omdat hij kwistig was met huisuitzettingsprocedures tegen armlastigen, en vanwege zijn harde oordelen tegen de krakersscene en tegen andere activisten uit het alternatieve spectrum.  
De daders zijn nooit aangehouden. In het verleden werden er mensen opgepakt die in verband worden gebracht met de dood van Drenkmann, maar zijn daar niet voor veroordeeld.
Ter nagedachtenis aan Drenkmann is in het huidige gebouw van het Berlijnse gerechtshof, in de wijk Charlottenburg, een gedenkplaat aan hem gewijd. In 2004 waren er plannen om een straat naar hem te vernoemen, maar het Berlijnse stadsbestuur is daar uiteindelijk niet mee akkoord gegaan.
In de film Der Baader Meinhof Komplex uit 2008 wordt een scène gewijd aan de gewelddadige dood van Drenkmann.